# Arturo Valenzuela
Arturo Valenzuela Bowie (n. Concepción, Chile, 23 de enero de 1944) es un politólogo y académico chileno-estadounidense que se desempeña como profesor titular de Gobierno y Director del Centro de Estudios Latinoamericanos en la Universidad de Georgetown. De 2009 a 2011 fue Subsecretario de Asuntos Hemisféricos de Estados Unidos, nombrado por el presidente Barack Obama, ocupando así el más alto cargo ejercido exclusivamente por un iberoamericano (latino o hispano) en toda la historia de los EE. UU.
Anteriormente fue profesor de Ciencia Política en el Consejo de Estudios Latinoamericanos en la Universidad de Duke. Posee un doctorado y una maestría en Ciencia Política, otorgados por la Universidad de Columbia y un título Bachelor of Arts summa cum laude en Ciencia Política y Religión de la Universidad Drew.

## Biografía
Valenzuela nació en Chile hijo del Obispo de la Iglesia Metodista de Chile, Raimundo Valenzuela Arms (fundador del Colegio Metodista de Concepción), y emigró a los Estados Unidos a los 16 años con el fin de asistir a la Universidad. Sus estudios se centraron en la política latinoamericana. Fue nombrado Asistente sustituto de Asuntos Interamericanos en el Departamento de Estado por el presidente Bill Clinton, durante su primer periodo. Su primera responsabilidad fue la política exterior de Estados Unidos con México. En el segundo periodo de Clinton fue designado Asistente especial del Presidente y Director Superior de Asuntos Interamericanos del Consejo de Seguridad Nacional en la Casa Blanca.
El 12 de mayo de 2009 Valenzuela fue nominado por el presidente de los Estados Unidos Barack Obama como Asistente Secretario de Estado para los Asuntos del Hemisferio Occidental. Fue confirmado por el Senado el 5 de noviembre de ese año.
Por su contribución diplomática Valenzuela ha sido galardonado con la Orden de la Cruz del Sur de Brasil, y la Orden de Boyacá de Colombia. Valenzuela ha sido profesor visitante en la Universidad de Oxford, la Universidad de Sussex, la Universidad de Florencia (Italia) y la Pontificia Universidad Católica de Chile.